# Pennington Gap
Pennington Gap è un comune degli Stati Uniti d'America, situato nello Stato della Virginia, nella contea di Lee.